# الکساندر برژنوی
الکساندر برژنوی (روسی: Александр Андреевич Бережной؛ زادهٔ ۸ دسامبر ۱۹۵۷ – درگذشتهٔ ۲۳ مهٔ ۲۰۲۵) بازیکن فوتبال اهل اتحاد جماهیر شوروی سوسیالیستی بود.
از باشگاه‌هایی که در آن بازی کرده‌است می‌توان به باشگاه فوتبال تاوریا سیمفروپول و باشگاه فوتبال دینامو کی‌یف اشاره کرد.
وی همچنین در تیم‌های ملی فوتبال شوروی و اوکراین بازی کرده‌است.
دومینگز در تاریخ ۲۳ مهٔ ۲۰۲۵ درگذشت.